# Persanura hyrcanica
Genre
Espèce
Persanura hyrcanica, unique représentant du genre Persanura, est une espèce de collemboles de la famille des Neanuridae.

## Distribution
Cette espèce est endémique d'Iran.

## Habitat
Elle se rencontre dans la forêt hyrcanienne.

## Description
Persanura hyrcanica mesure de 0,85 à 1,1 mm

## Publication originale
- Mayvan, Shayanmehr, Smolis & Skarzynski, 2015 : Persanura hyrcanica, a new genus and species of Neanurinae (Collembola: Neanuridae) from Iran, with a key to genera of the tribe Neanurini. Zootaxa, no 3918(4), p. 552-558.